# Polski Związek Esperantystów

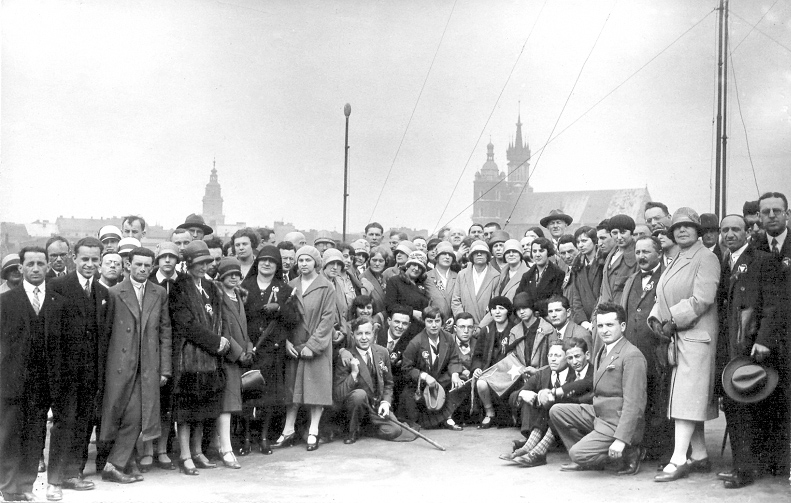
Uczestnicy Ogólnopolskiego Kongresu Esperantystów w Krakowie w 1928 r.

Polski Związek Esperantystów (PZE, esp. Pola Esperanto-Asocio, PEA) – stowarzyszenie społeczno-kulturalne, zrzeszające osoby zainteresowane językiem esperanto, działające na terenie Rzeczypospolitej Polskiej. Zostało założone w roku 1908 jako Polskie Towarzystwo Esperantystów. PZE jest wydawcą dwumiesięcznika Pola Esperantisto.

## Historia
Oficjalna publikacja zasad języka miała miejsce w 1887 roku, a pierwszy międzynarodowy zjazd użytkowników języka odbył się w 1905. W Warszawie początkowo działało kółko esperantystów. 6 grudnia 1904 roku powstał oddział Petersburskiego Towarzystwa „Espero” i liczył 12 członków. W 1908 roku ich liczba wynosiła 250 osób. Jednak ponieważ zgodnie z ustawą warszawskie towarzystwo mogło prowadzić działalność wyłącznie na terenie miasta w 1908 roku z inicjatywy Antoniego Grabowskiego postanowiono powołać Polskie Towarzystwo Esperantystów. Zebranie założycielskie odbyło się 16 maja 1908 roku przy ulicy Zgoda 4. Prezesem został Antoni Grabowski.
Młodzieżową sekcją PZE jest Polska Młodzież Esperancka.
W myśl Statutu celami PZE są:
1. popularyzowanie języka esperanto;
2. nauczanie języka esperanto;
3. wspieranie i rozwój kultury esperanckiej;
4. szerzenie idei zbliżenia między narodami za pomocą języka esperanto;
5. wykorzystywanie języka esperanto do popularyzowania polskiej kultury i historii;
6. pielęgnacja poczucia solidarności między ludźmi, bez względu na ich płeć, przynależność rasową, etniczną lub narodową, orientację seksualną, wyznanie lub bezwyznaniowość, niepełnosprawność, poglądy polityczne, status majątkowy i pochodzenie społeczne.

## Przewodniczący
- Halina Komar (2007–2011)[3][4]
- Przewodniczącym Związku 19 stycznia 2013 roku w Warszawie został wybrany Stanisław Mandrak[5][3].
- 28 maja 2016 przewodniczącym został wybrany Aleksander Zdechlik[6].[3]
- W dniu 2 czerwca 2019 przewodniczącym został wybrany Robert Kamiński[7]
- 25 czerwca 2022 Robert Kamiński został przewodniczącym na kolejną kadencję, a wiceprzewodniczącą została Agnieszka Mozer[8].